# ويلهلم مر
فيلهلم المر (16 ديسمبر 1888 - 14 مايو 1945) كان سياسيًا ألمانيًا نازيًا. من 1928 حتى وفاته احتفظ بمنصب غاولايتر من فورتمبيرغ -Hohenzollern. خلال الحرب العالمية الثانية، ارتقى أيضًا إلى رتبة أوبر غروبن فوهرر بالإضافة إلى مناصب حزبية. في نهاية الحرب انتحر بالسم أثناء وجوده في الحجز الفرنسي.

## حياة سابقة
ولد المر في إسلينغن آم نيكار. نشأ في Esslingen في فقر وفقد كلا الوالدين في سن 14. أنتسب إلى فولكسشوله حتى الصف السابع. أكمل الخدمة العسكرية من عام 1908 إلى عام 1910 ثم عمل كبائع في Maschinenfabrik Esslingen. خلال الحرب العالمية الأولى خدم على جميع الجبهات، وتقدم إلى رتبة مساعد- فيلدفيبل ( الرقيب من الدرجة الأولى ) وقضى نهاية الحرب في عام 1918 مصابًا في مستشفى عسكري في كوتبوس.

## نهاية الحرب وما بعدها
وضع المحتلون الأمريكيون المر على قائمتهم لمجرمي الحرب المحتملين بموجب توجيهات السياسة الأمريكية المقترحة وكانوا يبحثون عنه. سرعان ما توصل الأمريكيون والفرنسيون إلى الشك في أن المر قد يكون ميتًا. في 16 أبريل 1946، تم فتح قبر «والتر مولر» وزوجته. تعرف طبيب أسنانه السابق بشكل فريد من خلال تعرفه على أسنانه.

## روابط خارجية
- ويلهلم مر على موقع مونزينجر (الألمانية)
- ويلهلم مر في فهرس مكتبة ألمانيا الوطنية